# IC 1173
IC 1173 је спирална галаксија у сазвјежђу Херкул која се налази на листи објеката дубоког неба у Индекс каталогу.
Деклинација објекта је + 17° 25' 21" а ректасцензија 16h 5m 12,7s. Привидна величина (магнитуда) објекта IC 1173 износи 14,6 а фотографска магнитуда 15,3. Налази се на удаљености од 149,037 милиона парсека од Сунца. IC 1173 је још познат и под ознакама UGC 10180, MCG 3-41-89, CGCG 108-113, DRCG 34-24, PGC 57037.